# أبو شهيد شاه
سلطان أبو شهيد شاه بن سلطان محمد شاه (- 1446) واسمه الحقيقي راجا إبراهيم، هو رابع سلاطين ملقا في الفترة من 1444 إلى 1446.:246 بالرغم من كون أجداده وحكام السلطنة مسلمين، لكنه كان هندوسيا، ونصّب نفسه زعيمًا دينيًا هندوسيًا، كان راجا إبراهيم لا يحظى بشعبية لصغر سنة حين تولى الحكم، حكم لمدة سبعة عشر شهرًا فقط، انتهت بمقتله بعد انقلاب نفذه رئيس الوزراء «تون علي»، وأخوه راجا قاسم.